# Artur Noga
Artur Noga (ur. 2 maja 1988 w Raciborzu) – polski lekkoatleta (płotkarz), wielokrotny mistrz Polski, medalista mistrzostw Europy (2012), finalista olimpijski z Pekinu.

## Kariera
20 sierpnia 2006 roku zdobył złoty medal na mistrzostwach świata juniorów w Pekinie w biegu na 110 metrów przez płotki (wysokość płotka 99 cm) pokonując ten dystans w 13,23 s. Tym wynikiem ustanowił rekord Polski juniorów, rekord mistrzostw, był to również nieoficjalny rekord świata juniorów. W 2007 został w Hengelo mistrzem Europy juniorów (13,36 s).
Uczył się w Zespole Szkół Ogólnokształcących Mistrzostwa Sportowego w Raciborzu, a trenuje w MKS-SMS "Victoria" Racibórz pod okiem trenera Karola Szynola. Zajął 9. miejsce w plebiscycie o tytuł Europejskich Wschodzących Gwiazd Lekkoatletycznych 2007 roku.
W 2008 roku wywalczył tytuł halowego mistrza Polski w biegu na 60 m przez płotki. Był w kadrze Polski na Halowe Mistrzostwa Świata 2008 w Walencji, lecz z powodu kontuzji nogi nie wystartował na tej imprezie.
6 lipca 2008 roku został mistrzem Polski w biegu na 110 m ppł. Wynikiem 13,47 s. wypełnił minimum olimpijskie. 30 lipca 2008 r. w Bielsku-Białej poprawił rekord życiowy na 13,44 s.
Wystąpił również na igrzyskach olimpijskich w Pekinie. W pierwszej rundzie zakwalifikował się dalej, wygrywając swój bieg z czasem 13,53 s. Bieg ćwierćfinałowy przyniósł jeszcze lepszy występ reprezentanta Polski, który przegrał jedynie z rekordzistą świata Dayronem Roblesem z Kuby, a czasem 13,36 s. pobił rekord życiowy, awansując jednocześnie na czwarte miejsce w historii polskich biegów na tym dystansie. Swoją doskonałą dyspozycję potwierdził w biegu półfinałowym gdzie zajął drugą pozycję i pewnie awansował do finału olimpijskiego, ponownie bijąc rekord życiowy - 13,34 s. (3. wynik w historii polskiej lekkoatletyki). W finale ponownie osiągnął czas 13,36 s. i tym samym uplasował się na piątym miejscu.
W 2009 został młodzieżowym mistrzem Europy, a w 2012 został brązowy medalistą mistrzostw Europy.

## Osiągnięcia
| Rok  | Impreza                                 | Miejsce   | Pozycja    | Wynik    |
| ---- | --------------------------------------- | --------- | ---------- | -------- |
| 2005 | Mistrzostwa świata juniorów młodszych   | Marrakesz | eliminacje | 13,59    |
| 2006 | Mistrzostwa świata juniorów             | Pekin     | 1. miejsce | 13,23 CR |
| 2007 | Mistrzostwa Europy juniorów             | Hengelo   | 1. miejsce | 13,36    |
| 2008 | Igrzyska olimpijskie                    | Pekin     | 5. miejsce | 13,36    |
| 2009 | Superliga drużynowych mistrzostw Europy | Leiria    | 6. miejsce | 13,78    |
| 2009 | Młodzieżowe mistrzostwa Europy          | Kowno     | 1. miejsce | 13,47    |
| 2009 | Mistrzostwa świata                      | Berlin    | półfinał   | 13,56    |
| 2010 | Superliga drużynowych mistrzostw Europy | Bergen    | 2. miejsce | 13,54    |
| 2010 | Mistrzostwa Europy                      | Barcelona | 5. miejsce | 13,44    |
| 2012 | Mistrzostwa Europy                      | Helsinki  | 3. miejsce | 13,27    |
| 2012 | Igrzyska olimpijskie                    | Londyn    | eliminacje | DNF      |
| 2013 | Superliga drużynowych mistrzostw Europy | Gateshead | 3. miejsce | 13,33w   |
| 2013 | Mistrzostwa świata                      | Moskwa    | półfinał   | 13,35    |
| 2014 | Mistrzostwa Europy                      | Zurych    | 6. miejsce | 14,25    |
| 2015 | Mistrzostwa świata                      | Pekin     | półfinał   | 13,37    |
| 2015 | Światowe wojskowe igrzyska sportowe     | Mungyeong | 2. miejsce | 13,79    |
| 2018 | Mistrzostwa Europy                      | Berlin    | półfinał   | 13,66    |

## Ranking światowy
- rok 2008 – 7. miejsce

## Rekordy życiowe
| Konkurencja                               | Rezultat     | Data                             | Miejsce         |
| ----------------------------------------- | ------------ | -------------------------------- | --------------- |
| Bieg na 60 metrów przez płotki (hala)     | 7,64         | 10 lutego 2008 23 stycznia 2021  | Warszawa Toruń  |
| Bieg na 110 metrów przez płotki           | 13,26 13,20w | 25 sierpnia 2013 29 czerwca 2010 | Warszawa Moskwa |
| Bieg na 110 metrów przez płotki (99 cm)   | 13,23        | 20 sierpnia 2006                 | Pekin           |
| Bieg na 110 metrów przez płotki (91,4 cm) | 13,59        | 13 lipca 2005                    | Marrakesz       |
| Bieg na 100 metrów                        | 10,68        | 23 czerwca 2007                  | Bielsko-Biała   |
| Bieg na 200 metrów                        | 21,33        | 19 maja 2007                     | Bielsko-Biała   |
| skok w dal                                | 5,47         | 8 maja 2004                      | Częstochowa     |
| skok wzwyż                                | 2,00         | 27 maja 2004                     | Częstochowa     |